# Euphysa monotentaculata
Euphysa monotentaculata is een hydroïdpoliep uit de familie Corymorphidae. De poliep komt uit het geslacht Euphysa. Euphysa monotentaculata werd in 1983 voor het eerst wetenschappelijk beschreven door Zamponi. 